# Jakubiki
Jakubiki – wieś w Polsce położona w województwie mazowieckim, w powiecie sokołowskim, w gminie Kosów Lacki. Ma status sołectwa. Przez wieś przepływa rzeka Kosówka.
W latach 1975–1998 miejscowość administracyjnie należała do województwa siedleckiego.
| SIMC    | Nazwa   | Rodzaj    |
| ------- | ------- | --------- |
| 0676097 | Puterki | część wsi |

Na końcu wsi, obok mostu, znajduje się zabytkowy młyn wodny z 1946 r. Wcześniej znajdował się tu jeszcze starszy młyn. Zbudowany został przez Romana Kluczyńskiego.
Miejscowość jest oddalona około 5 km od byłego obozu zagłady w Treblince, położona na terenie Nadbużańskiego Parku Krajobrazowego.
Wierni wyznania rzymskokatolickiego zamieszkali w miejscowości należą do parafii Kosów Lacki.

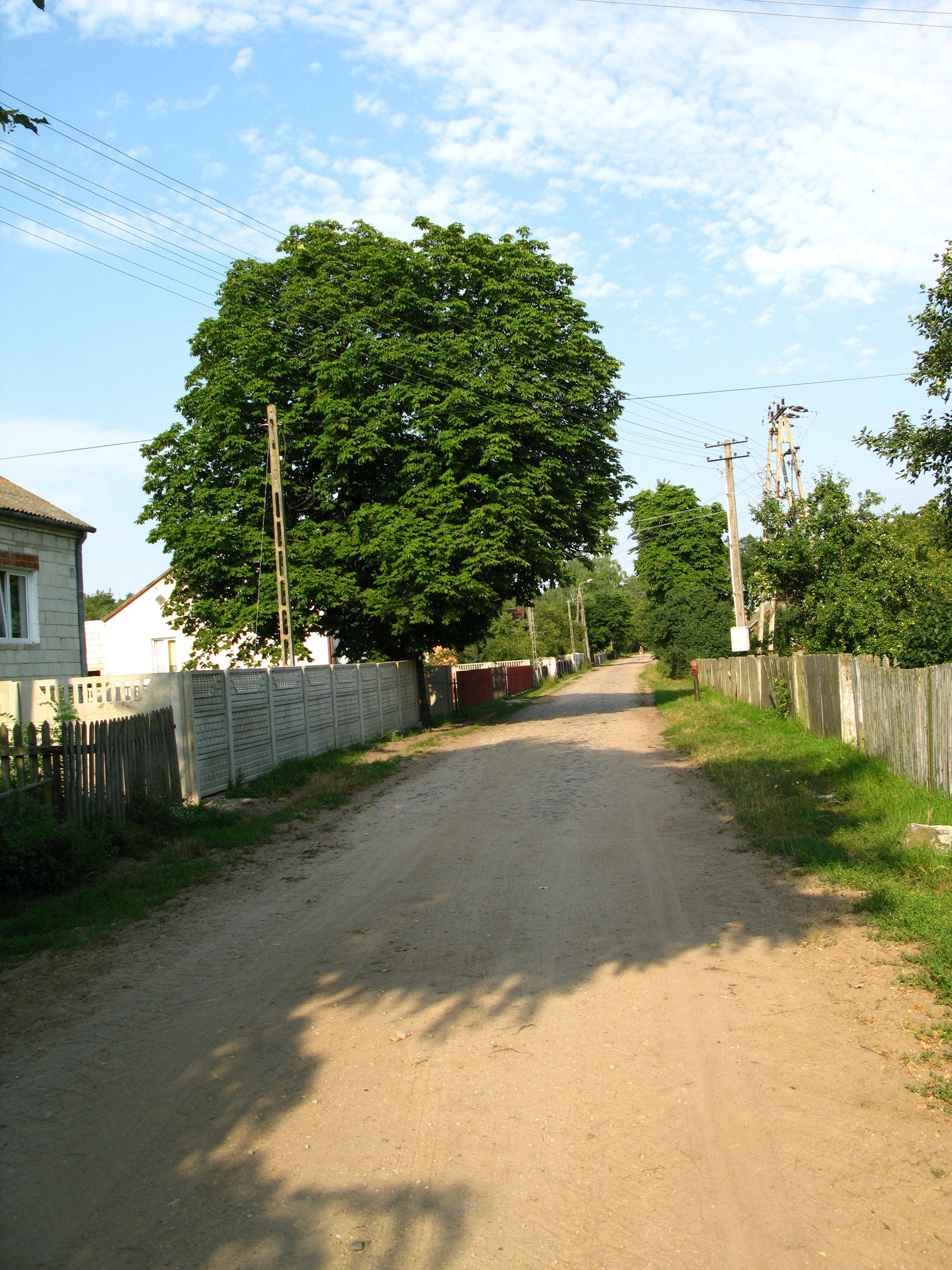
Widok na Jakubiki od strony drogi
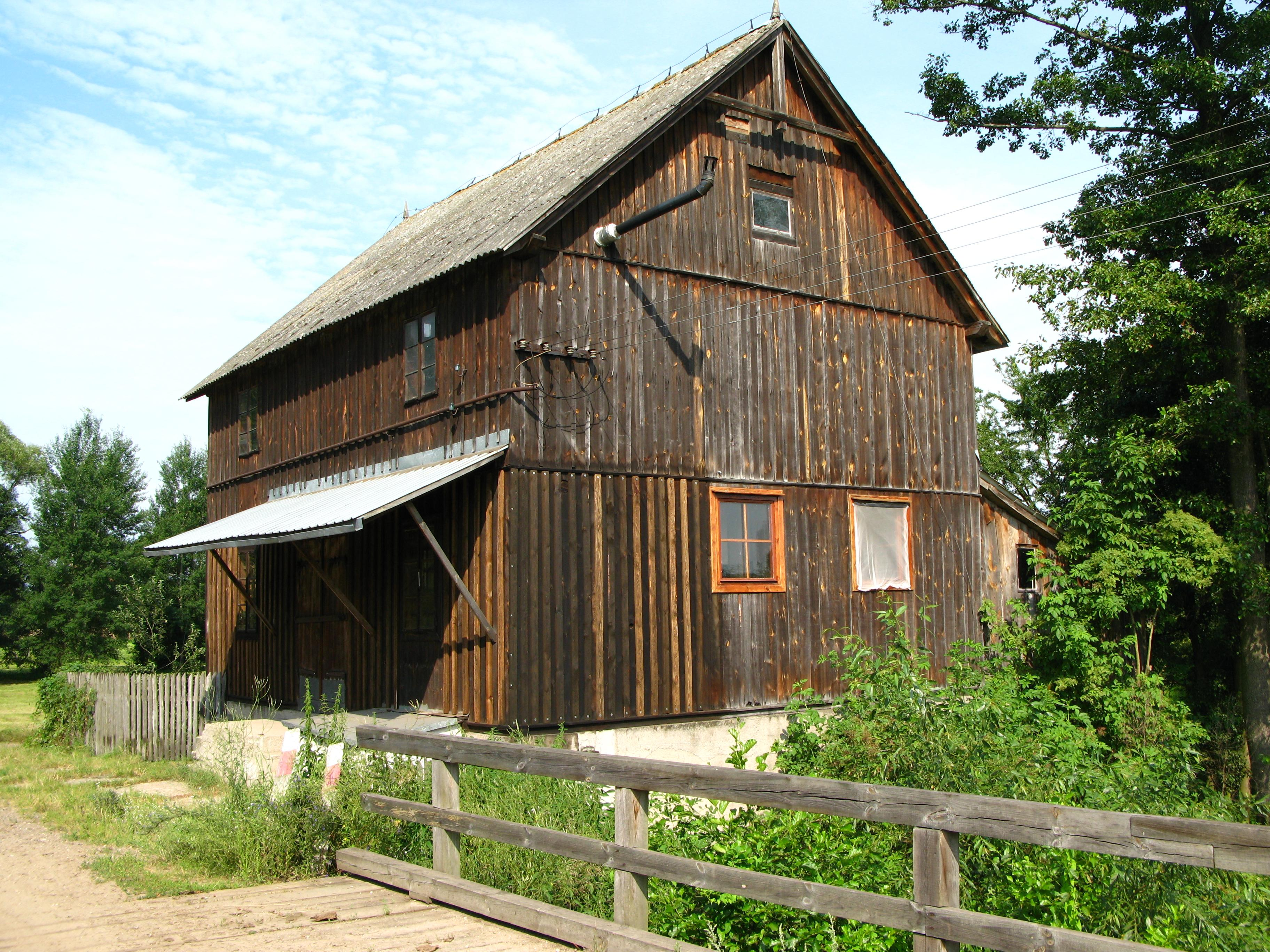
Młyn wodny (koło mostu)